# Фоторепортаж
Фоторепортаж — це оперативний, подієвий жанр зображальної фотожурналістики, що складається з серії 5-8 знімків на яких висвітлюється конкретна подія, яка відбувається у певному місці.
Головна мета журналіста при створенні фоторепортажу — передати детальний опис ситуації за допомогою добірки фотознімків. Важливою характеристикою жанру є сюжетність. Фоторепортаж повинен розповідати історію зображальними засобами. Правильно створений матеріал викликає у глядача «ефект присутності». Фоторепортаж вважається найефективнішим жанром фотожурналістики.

## Основні характеристики фоторепортажу
Добірка фотознімків з однієї тематики не є фоторепортажем. Особливостями є документальність, наочність, емоційність та контекстуальність. Має бути чітка передача місця та часу зйомки, цілісність сприйняття ситуації. Щоб не втратити своєї актуальності фоторепортаж має бути оперативним. Для класичного фоторепортажу характерною є постановча зйомка. Завдання, які ставить перед собою журналіст при створенні письмового репортажу тотожні завданням при фоторепортажі, різняться тільки засоби.

## Види фоторепортажу
Виділяють два види фоторепортажів:
- подієвий репортаж;
- зйомка нон-стоп.

Подієвий репортаж — висвітлює яку-небудь подію (офіційну зустріч, спортивні змагання, урочисту подію).
Зйомка нон-стоп — фоторепортаж у якому відображаються події повсякденного життя.

## Роль фоторепортера
Присутність фоторепортера обумовлена самою технологією фотографії. Для якісного фоторепортажу журналіст-фотограф не повинен покладатися на випадковість успішного моменту. Якісний фоторепортаж — це постановча побудова сюжетної лінії підбору кадрів. Фоторепортер має осмислювати подію в процесі зйомки. У процесі монтажу відбувається остаточна оцінка відзнятого матеріалу для точного та зрозумілого передання події. При доборі знімків не повинна бути присутня особистість репортера та його ставлення до події.